# NCIS (7.ª temporada)
A sétima temporada de NCIS começou em 22 de setembro de 2009 e terminou em 25 de maio de 2010.

## Elenco
| Participante | Participante | Participante | Participante | Participante | Participante        |
| ------------ | ------------ | ------------ | ------------ | ------------ | ------------------- |
|              | Principal    |              | Recorrente   |              | Convidado/Flashback |

| Personagem             | Ator/atriz          | Cargo                                                                                             | Participante      |
| ---------------------- | ------------------- | ------------------------------------------------------------------------------------------------- | ----------------- |
| Leroy Jethro Gibbs     | Mark Harmon         | Agente especial Supervisor do NCIS                                                                |                   |
| Tony DiNozzo           | Michael Weatherly   | Agente Especial Senior do NCIS                                                                    |                   |
| Ziva David             | Cote de Pablo       | Agente de Ligação MOSSAD-NCIS                                                                     |                   |
| Abby Sciuto            | Pauley Perrette     | Especialista Forense do NCIS                                                                      |                   |
| Timothy McGee          | Sean Murray         | Agente Especial do NCIS                                                                           |                   |
| Leon Vance             | Rocky Carroll       | Diretor Assistente NCIS                                                                           |                   |
| Donald "Ducky" Mallard | David McCallum      | Chefe dos Legistas do NCIS                                                                        |                   |
| Jimmy Palmer           | Brian Dietzen       | Legista assistente                                                                                | Também Estrelando |
| Margaret Allison Hart  | Rena Sofer          | Advogada                                                                                          |                   |
| Paloma Reynosa         | Jacqueline Obradors | Líder do cartel de drogas mexicano e filha de Pedro Hernandez, assassino de Shannon e Kelly Gibbs |                   |
| Jackson Gibbs          | Ralph Waite         | Pai do Gibbs                                                                                      |                   |
| Damon Werth            | Paul Telfer         | Ex-Fuzileiro                                                                                      |                   |
| Tobias Fornell         | Joe Spano           | Agente Especial do FBI                                                                            |                   |
| Mike Franks            | Muse Watson         | Ex Agente (Chefe Gibbs durante a transição do NIS para NCIS)                                      |                   |
| Abigail Borin          | Diane Neal          | Agente Especial do CGIS                                                                           |                   |
| Alejandro Rivera       | Marco Sanchez       | Irmão de Paloma Reynosa                                                                           |                   |
| Anthony DiNozzo Sr     | Robert Wagner       | Pai do Tony                                                                                       | Ep. 12            |
| Dana Hutton            | Ashley Scott        | Irmã de Yuri(Codinome na KGB)                                                                     | Ep.21             |
| Velvet Road            | Claudia Black       |                                                                                                   | Ep.22             |

## Episódios
A sétima temporada de NCIS volta a investir no obscuro passado de Gibbs, quando se evidencia que ele praticou um ato de vingança contra o assassino de sua família e agora terá que ajustar contas com os filhos de sua vítima. Outro foco da temporada foi o esforço da personagem Ziva David em reintegrar-se ao NCIS e obter a cidadania americana.
A temporada teve as aparições iniciais de personagens recorrentes de grande relevância na série: Anthony DiNozzo Sr. (interpretado por Robert Wagner) e a Agente Especial da Guarda Costeira Abigail Borin (Diane Neal). Os principais vilões da temporada foram o Coronel Merton Bell (Robert Patrick), a traficante mexicana Paloma Reynosa (interpretada pela atriz de origem argentina Jacqueline Obradors) e seu irmão Alejandro Rivera (Marco Sanchez).
| Sequência | Episódios | Título                       | Direção             | Escrito por                         | Data de exibição       | Audiência EUA (em milhões) |
| --- | --------- | ---------------------------- | ------------------- | ----------------------------------- | ---------------------- | -------------------------- |
| 139 | 1         | "Verdade ou Consequência"    | Dennis Smith        | Jesse Stern                         | 22 de setembro de 2009 | 20.61                      |
| Com o passado ainda por resolver, a equipe NCIS deve encontrar uma maneira de colocar os problemas de lado e se concentrar numa nova investigação. Mas, enquanto procura por uma substituta para Ziva, a equipe chega a uma revelação surpreendente.                                                                                         |           |                              |                     |                                     |                        |                            |
| 140 | 2         | "Reunião"                    | Tony Wharmby        | Steven Binder                       | 29 de setembro de 2009 | 21.37                      |
| Gibbs é forçado a investigar o passado quando o assassinato de um marinheiro e seus dois amigos parece estar ligado a questões antigas. Além disso, ele tem uma decisão a tomar, agora que o destino de Ziva está em suas mãos. |           |                              |                     |                                     |                        |                            |
| 141 | 3         | "Infiltrado"                 | Tony Wharmby        | Frank Cardea and George Schenck     | 6 de outubro de 2009   | 20.70                      |
| Um blogueiro que acusa a NCIS de encobrir informações é assassinado. A equipe precisa descobrir quem é o assassino e como a morte se relaciona a um caso já encerrado. Personagem recorrente: Jackie Geary como Agente do NCIS Susan Grady                                                                                                   |           |                              |                     |                                     |                        |                            |
| 142 | 4         | "Bom Policial, Mau Policial" | Leslie Libman       | David North e Jesse Stern           | 13 de outubro de 2009  | 21.04                      |
| A equipe de NCIS é chamada para investigar o assassinato de um marinheiro, e a investigação toma um rumo inesperado quando descobrem que Ziva teve relações com a vítima em uma missão do Mossad. |           |                              |                     |                                     |                        |                            |
| 143 | 5         | "Código de Conduta"          | Terrence O'Hara     | Reed Steiner e Christopher J. Waild | 20 de outubro de 2009  | 21.25                      |
| Um oficial da marinha que gostava de pregar peças nos colegas aparece morto na véspera do Halloween. A equipe NCIS descobre que as brincadeiras inapropriadas da vítima podem ter gerado uma retribuição. Enquanto isso, Ziva tenta se ajustar ao seu novo papel na equipe.                                                                  |           |                              |                     |                                     |                        |                            |
| 144 | 6         | "Mocinhos e Bandidos"        | Tony Wharmby        | Jesse Stern                         | 3 de novembro de 2009  | 20.18                      |
| Uma investigação de assassinato leva Gibbs e toda a equipe a agirem como psicólogos de família para o antigo mentor de Gibbs, Mike Franks, na tentativa de prevenir um conflito internacional que levaria a muitas mortes. Personagens recorrentes: Muse Watson como Mike Franks e Paul Telfer como Damon Werth.                             |           |                              |                     |                                     |                        |                            |
| 145 | 7         | "Fim de Jogo"                | James Whitmore, Jr. | Gary Glasberg                       | 10 de novembro de 2009 | 20.96                      |
| Com a ajuda da equipe, Vance encara problemas do passado enquanto desvenda o complexo relacionamento com um serial killer que coloca toda a sua família em perigo. Kelly Hu reprisa seu papel como a assassina Lee Wuan Kai de NCIS: Los Angeles.                                                                                            |           |                              |                     |                                     |                        |                            |
| 146 | 8         | "Desligando"                 | Thomas J. Wright    | Steven Binder and David North       | 17 de novembro de 2009 | 20.34                      |
| A equipe fica literalmente sem saber para onde ir, quando a investigação sobre a morte de um tenente está conectada a um blackout em toda a cidade. Agora eles precisam descobrir o que aconteceu usando métodos fora de moda. |           |                              |                     |                                     |                        |                            |
| 147 | 9         | "Brincadeira de Criança"     | William Webb        | Reed Steiner                        | 24 de novembro de 2009 | 20.35                      |
| A morte de um oficial da marinha leva a equipe a uma instalação do governo que utiliza crianças-prodígio e uma das jovens participantes do programa pode ser a próxima vítima do assassino. |           |                              |                     |                                     |                        |                            |
| 148 | 10        | "Fé"                         | Arvin Brown         | Gary Glasberg                       | 15 de dezembro de 2009 | 20.69                      |
| O filho de um coronel aposentado que virou pastor aparece morto e a equipe acredita que ele foi vítima de um crime passional. Enquanto isso, o pai de Gibbs aparece para visitá-lo e Gibbs fica perplexo com seu comportamento atípico. Personagem recorrente: Ralph Waite como Jackson Gibbs                                                |           |                              |                     |                                     |                        |                            |
| 149 | 11        | "Ignição"                    | Dennis Smith        | Jesse Stern                         | 5 de janeiro de 2010   | 21.37                      |
| Quando um piloto da marinha é encontrado morto sob estranhas circunstâncias em uma área isolada, a equipe precisa ir contra uma advogada esperta que tem motivos ocultos. Personagem recorrente: Rena Sofer como M. Allison Hart |           |                              |                     |                                     |                        |                            |
| 150 | 12        | "Carne e Sangue"             | Arvin Brown         | Frank Cardea e George Schenck       | 12 de janeiro de 2010  | 20.85                      |
| A equipe investiga a tentativa de assassinato de um príncipe estrangeiro e descobre que o pai de Tony está conectado ao caso. Gibbs fica preocupado com Tony, que pode trabalhar com menos eficiência no caso. Personagem recorrente: Robert Wagner como Anthony DiNozzo Sr.                                                                 |           |                              |                     |                                     |                        |                            |
| 151 | 13        | "Descompensação Horária"     | Tony Wharmby        | Christopher Waild                   | 26 de janeiro de 2010  | 20.22                      |
| Enquanto Tony e Ziva fazem a escolta de uma testemunha do governo na sua volta à Paris, eles descobrem que um assassino pode estar no seu voo. |           |                              |                     |                                     |                        |                            |
| 152 | 14        | "Mascarada"                  | James Whitmore, Jr. | Steven Binder                       | 2 de fevereiro de 2010 | 19.23                      |
| Um grupo terrorista ameaça tomar a cidade de Washington refém e a equipe deve minar os seus planos. Eles precisam correr contra o tempo, quando o grupo terrorista ameaça jogar uma bomba na cidade. Personagem recorrente: Rena Sofer como M. Allison Hart                                                                                  |           |                              |                     |                                     |                        |                            |
| 153 | 15        | "Jack-Faca"                  | Dennis Smith        | Jesse Stern                         | 9 de fevereiro de 2010 | 19.75                      |
| A equipe investiga uma operação ilegal de caminhões que é responsável pela morte de um oficial da Marinha. Personagens recorrentes: Joe Spano como Agente do FBI Tobias Fornell e Paul Telfer como Damon Werth. |           |                              |                     |                                     |                        |                            |
| 154 | 16        | "Dia das Mães"               | Tony Wharmby        | Gary Glasberg e Reed Steiner        | 2 de março de 2010     | 19.67                      |
| Gibbs deve revisitar seu trágico passado quando sua ex-sogra é testemunha do assassinato de um capitão da marinha. Personagem recorrente: Rena Sofer como M. Allison Hart |           |                              |                     |                                     |                        |                            |
| 155 | 17        | "Dupla Identidade"           | Mark Horowitz       | Frank Cardea e George Schenck       | 9 de março de 2010     | 19.58                      |
| Um oficial é baleado e a investigação leva a surpresas inesperadas para a equipe. Ao investigar o assassinato, a equipe descobre que há mais segredos sobre a vida da vítima do que eles jamais poderiam imaginar. |           |                              |                     |                                     |                        |                            |
| 156 | 18        | "Jurisdição"                 | Terrence O'Hara     | Lee David Zlotoff                   | 16 de março de 2010    | 18.00                      |
| A equipe descobre similaridades surpreendentes entre si mesmos e os CGIS (investigadores da Guarda Costeira), quando, os dois grupos juntos, investigam o caso de um mergulhador da marinha que afundou e morreu durante a busca por tesouros no fundo do mar. Personagem recorrente: Diane Neal como Agente Especial da CGIS Abigail Borin. |           |                              |                     |                                     |                        |                            |
| 157 | 19        | "Prazer Culpado"             | James Whitmore, Jr. | Reed Steiner e Christopher Waild    | 6 de abril de 2010     | 16.45                      |
| A morte de um oficial da marinha leva Gibbs e sua equipe a um mundo de garotas de programa de alto preço. A equipe precisa confiar na cafetina Holly Snow (Dina Meyer) para conseguir pegar o assassino. |           |                              |                     |                                     |                        |                            |
| 158 | 20        | "Luz da Lua"                 | Thomas J. Wright    | Steven Binder e Jesse Stern         | 27 de abril de 2010    | 16.29                      |
| Quando uma especialista em polígrafo do NCIS tem atitudes perigosas, Gibbs, Fornell e a equipe devem descobrir a verdade. Personagens recorrentes: Joe Spano como Agente do FBI Tobias Fornell e Jackie Geary como Agente do NCIS Susan Grady.                                                                                               |           |                              |                     |                                     |                        |                            |
| 159 | 21        | "Obsessão"                   | Tony Wharmby        | Frank Cardea e George Schenck       | 4 de maio de 2010      | 15.10                      |
| DiNozzo fica cada vez mais cativado por uma mulher que ele nunca conheceu, enquanto investiga o assassinato do irmão dela. |           |                              |                     |                                     |                        |                            |
| 160 | 22        | "Fronteira"                  | Terrence O' Hara    | Steven Binder                       | 11 de maio de 2010     | 17.23                      |
| A equipe tenta encontrar um serial killer, enquanto Abby vai para o México para fazer um discurso sobre ciência forense junto com McGee. Lá ela fará uma trágica descoberta. Personagens recorrentes: Rena Sofer como M. Allison Hart, Jacqueline Obradors como Paloma Reynosa e Marco Sanchez como Alejandro Rivera                         |           |                              |                     |                                     |                        |                            |
| 161 | 23        | "Patriota Derrubado"         | Dennis Smith        | Gary Glasberg                       | 18 de maio de 2010     | 15.96                      |
| Quando o assassino de um dos colegas de trabalho manda mensagens para todos da equipe, Gibbs descobre uma ligação surpreendente com o crime. Personagem recorrente: Rena Sofer como M. Allison Hart |           |                              |                     |                                     |                        |                            |
| 162 | 24        | "Regra Cinquenta e Um"       | Dennis Smith        | Jesse Stern                         | 25 de maio de 2010     | 16.30                      |
| Gibbs enfrenta um cartel de drogas no México e ainda toma uma grande decisão que coloca em questão as regras pelas quais ele vive. Personagens recorrentes: Ralph Waite como Jackson Gibbs, Muse Watson como Mike Franks, Rena Sofer como M. Allison Hart, Jacqueline Obradors como Paloma Reynosa e Marco Sanchez como Alejandro Rivera     |           |                              |                     |                                     |                        |                            |